# Kasteel Wolfshagen

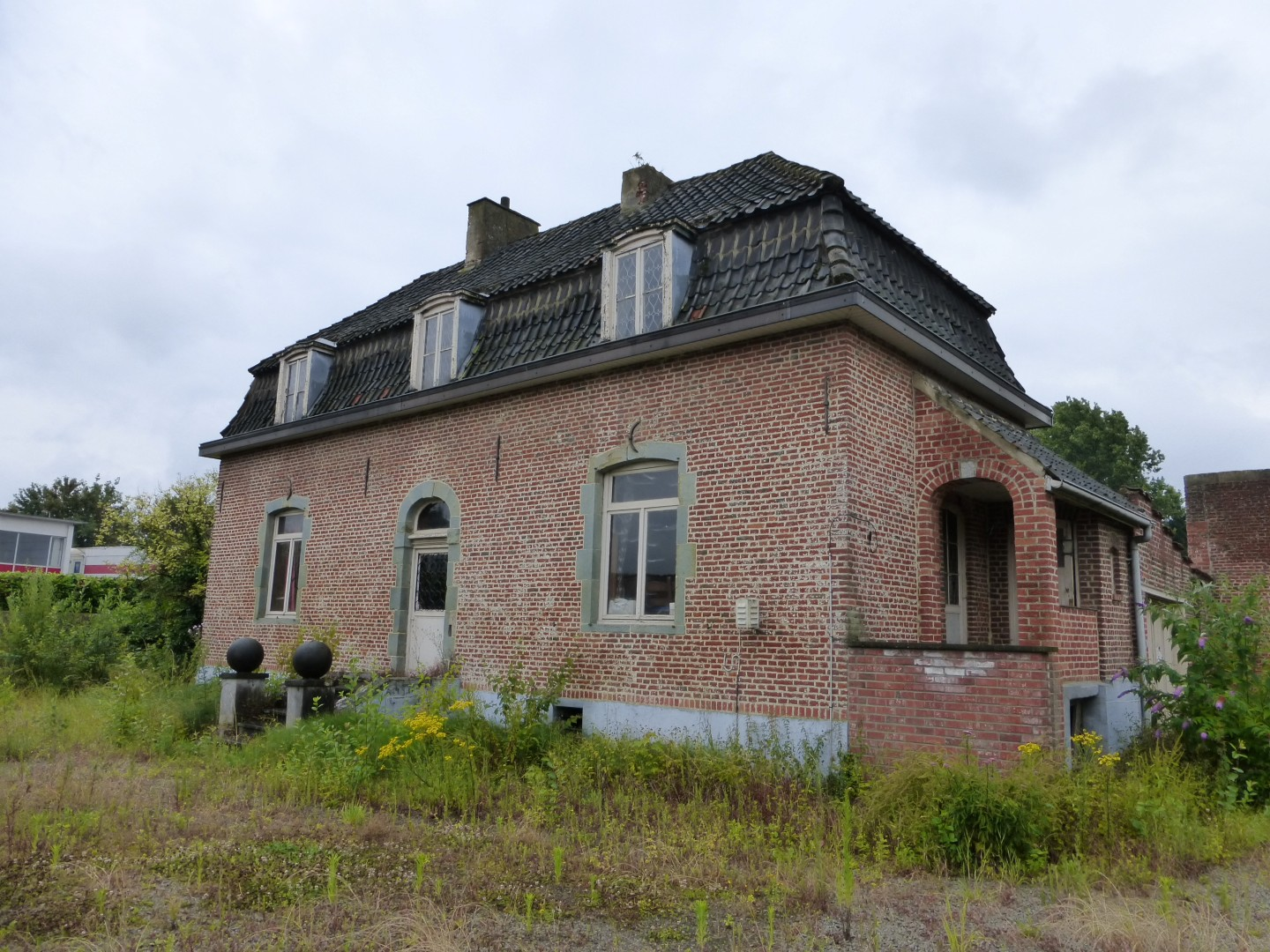
Portierswoning

Het Kasteel Wolfshagen is een voormalig kasteel in de tot de Vlaams-Brabantse gemeente Beersel behorende plaats Lot, gelegen aan de Frans Walravensstraat 82.

## Geschiedenis
Mogelijk lag hier al in de 12e eeuw het mottekasteel dat toebehoorde aan de heren van Aa. Dit kasteel werd herhaaldelijk verbouwd maar de oude kern bleef bewaard. Het was een waterkasteel binnen rechthoekige omgrachting. In de 19e eeuw kreeg het een neoclassicistische uitstraling maar in 1966 werd het gesloopt.
Wat overbleef was de portierswoning van eind 18e eeuw. Daarnaast heeft langere tijd een gotische kapel bestaan waarin ook de heren van Wolfshagen werden begraven.
Deze kapel heeft een lange geschiedenis. Hier zou in 794 al een kapel hebben gestaan. De gotische kapel zou in 1395 zijn gebouwd. Om de kapel was een kerkhof. De kapel werd tijdens de godsdiensttwisten, in 1566, in brand gestoken. De kapel werd in 1603 hersteld. Er waren twee kapelanieën. Deze werden in de Franse tijd opgeheven, de kapel kwam aan het armbestuur van en vanaf 1801 werden er geen missen meer opgedragen. Omstreeks 1900 werd het kerkhof geruimd. De laatste grafstenen, van de kasteelbewoners, Charles Vaucamps en Marie Simons (gestorven in 1852 respectievelijk 1847), werden overgebracht naar de nieuwe begraafplaats. Men vond toen nog een boomstamkist uit de 9e of 10e eeuw en ook waren er de fragmenten van de grafstenen van de familie Boisot-Tisnick die naar een plaats bij het Kasteel van Huizingen werden overgebracht.
In 1823 verkocht het armenbestuur de -bouwvallig geworden- kapel en in 1824 werd hij gekocht door een particulier die er een meubelmakerij in vestigde. Het werd nog meermaals verkocht en het werd uiteindelijk niet meer als erfgoed beschouwd. In 2014 werd besloten om ook de portierswoning te slopen.